# اللغة الألمانية المعيارية (ألمانيا)
لغة ألمانية معيارية لألمانيا:61–66 أو ألمانية ألمانيا المعيارية:292 أو اللغة الألمانية العليا لألمانيا (بالألمانية: Bundesdeutsches Hochdeutsch) هو أحد أشكال اللغة الألمانية المعيارية التي تُكتب وتُحكى في ألمانيا.:292–293 وهو أكثر أشكال اللغة الألمانية شيوعياً في تعليم اللغة للأجانب. وهو شكل غير موحد، ما يعني وجود تغير ملحوظ بالشكل نفسه تبعاً للمنطقة.:293 وعلى وجه المقارنة، يؤكد الباحث أنتوني فوكس أن الشكل البريطاني من اللغة الإنجليزية (الإنجليزية البريطانية) هي موحدة معيارياً أكثر من اللغة الألمانية الخاصة بألمانيا.:293